# Ornament

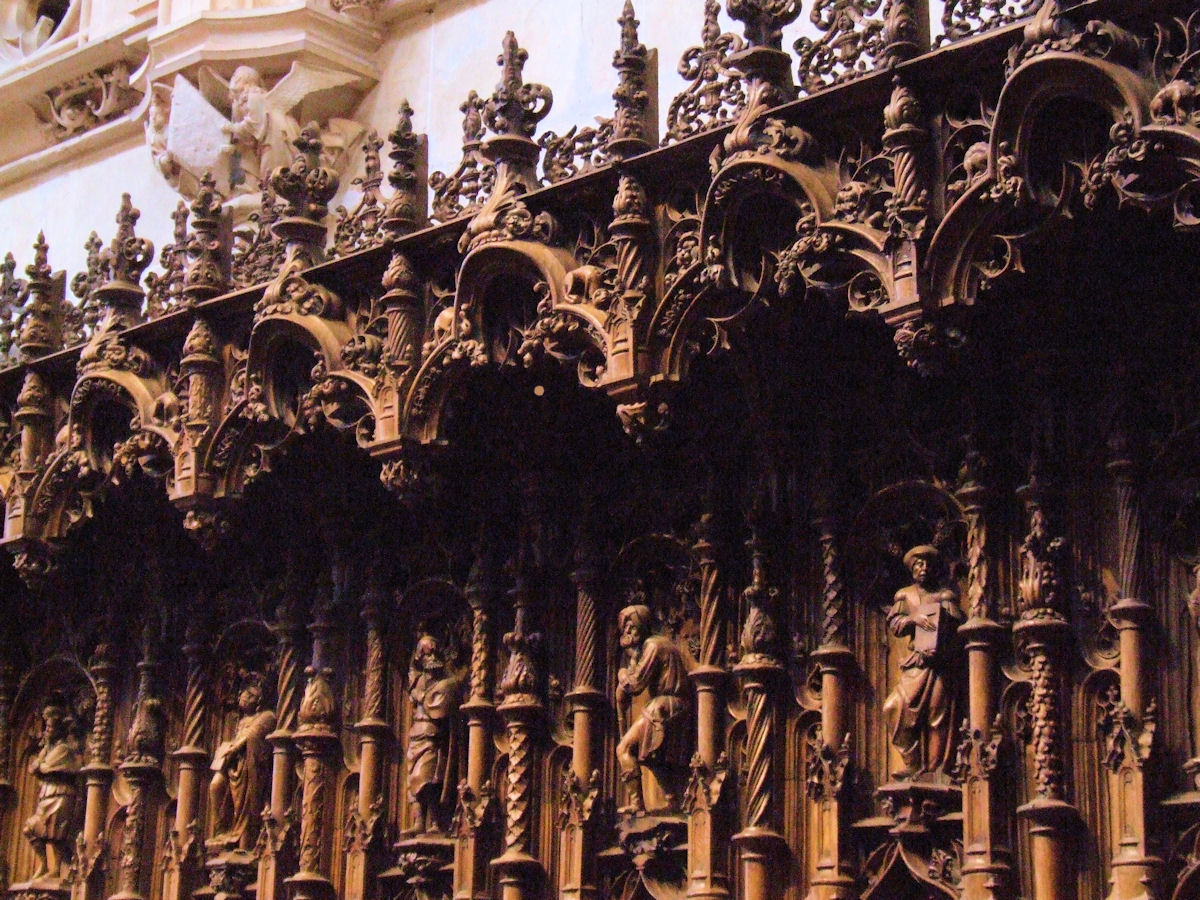
Rijk gotisch beeldsnij-en ornamentwerk in de kerk van Brou, Bourg-en-Bresse, Frankrijk

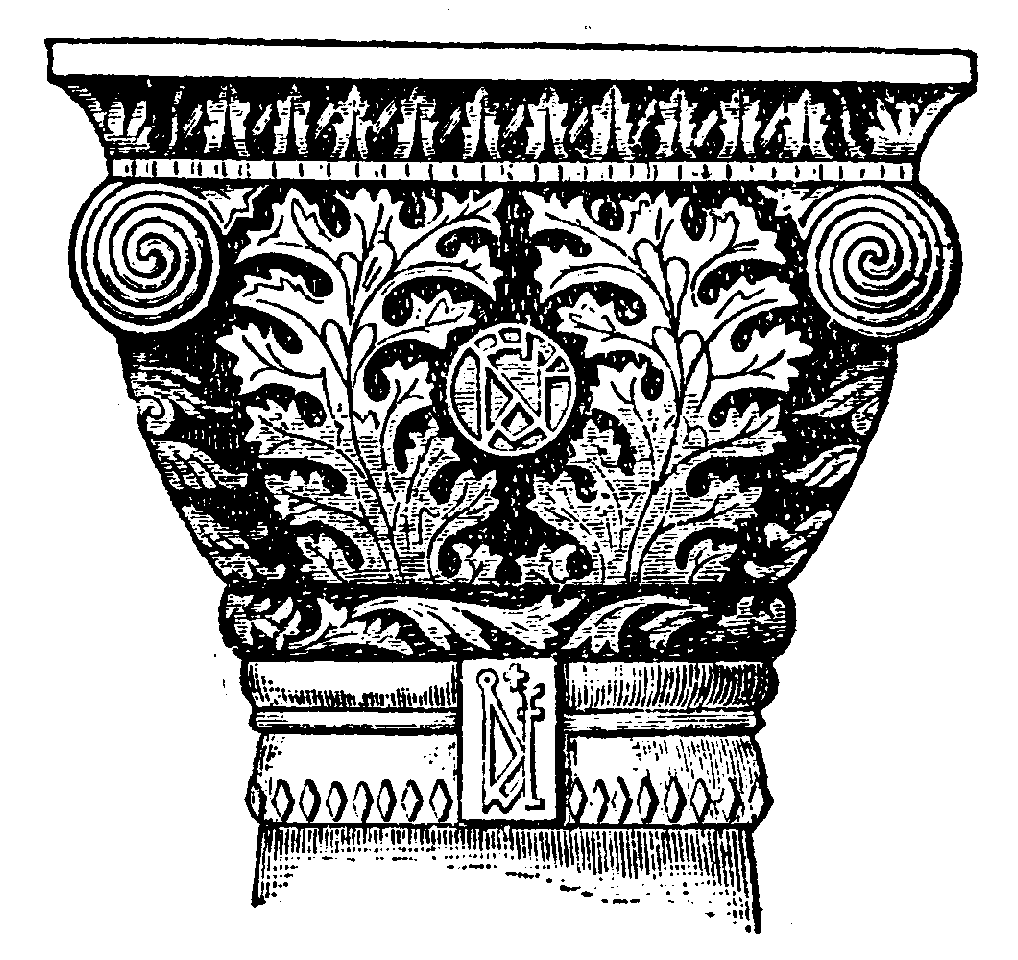
Acanthus-ornament, afbeelding uit het Nordisk familjebok

Een ornament (Latijn ornare en ornamentum, dat respectievelijk versieren en sieraad betekent) is een compositie of versieringselement dat tot doel heeft een voorwerp of gebouwen of delen daarvan te versieren of op te luisteren. 

## Voorkomen
Ornamenten, of, zoals in het 17de-eeuwse Nederlands, 'versierselen', zijn traditioneel onder meer toegepast aan pilaren, kapitelen, architraven, consoles, friezen, kroonlijsten, korbelen, moerbalken, trappen, lambriseringen, deuren enzovoort. Op architraven rond deuren bijvoorbeeld maakten men in de Renaissance weelderig versierlijstwerk met guirlandes, festoenen en bladslingerwerk. Niet alleen gebouwen werden voorzien van ornamenten maar ook schepen, schilderijlijsten, meubels, muziekinstrumenten en kunst-en gebruiksvoorwerpen werden rijkelijk versierd. De ornamenten werden door ornamentsnijders in zacht gesteente, hout, been en ivoor vervaardigd. Het vervaardigen van ornamenten heet orneren. De term ornamentsnijder is een typisch 19e-eeuwse benaming. Vaak werd nog een uitsplitsing gemaakt naar specialisatie zoals florale ornamenten of geometrische ornamenten. In de middeleeuwen was het de kistenmaker die de kisten voorzag van ornamenten en was het nog geen apart ambacht. Vanaf de Renaissance werd de term antieksnijder gebruikt. Het woord antiek verwijst hier naar het teruggaan naar de antieke stijlen van de Grieken en Romeinen. De meeste ornamentsnijders waren verenigd in gilden. In Nederland hebben tot de vroege Middeleeuwen tot het begin van de negentiende eeuw in totaal bijna tweeduizend ambachtsgilden bestaan. De ornamentsnijders waren aangesloten bij het timmermansgilde. De patroonheilige van het timmermansgilde was Sint Jozef. De gilden waren goed georganiseerd en het vakmanschap stond op een kwalitatief hoog niveau. Leerlingen werden intensief opgeleid in het atelier van de leermeester.

## Functie en vormgeving
Ornamenten op gebouwen hadden vaak een bouwkundige functie en waren onderdeel van de constructie. Deze werd mede bepaald door de aanwezige materialen en technieken, van oudsher vooral natuursteen en hout. Naast de bouwkundige functie kunnen ornamenten het doel hebben de beschouwer een mededeling te doen, gedachten op te wekken of een gevoel te geven. Het ornament heeft dan een symbolische, esthetische of maatschappelijke functie.
De vorm van het ornament wordt gekenmerkt door stilering, symmetrie en herhaling van een motief. De motieven zijn veelal ontleend aan geometrische motieven, verschillende natuurvormen (plantenmotieven, diermotieven en het mensbeeld) maar ook aan vormen van kunst en nijverheid (trofeeën, emblemen, familiewapens).

## Onderverdeling
Het ornament kan verdeeld worden in:
- Vlakornament
- Bas-reliëf ornament
- Haut-reliëf ornament

## Ontwikkeling
Door het opheffen van de gilden in 1790 verdween een effectieve manier van kennisoverdracht. De enorme kennis van de vroegere ornamentsnijders is vrijwel verdwenen en het ambacht wordt nog nauwelijks op het vroegere niveau uitgeoefend. Door de komst van de nieuwe zakelijkheid in de twintigste eeuw en het gebruik van materialen als beton, glas en staal is het ornament als zuiver decoratief element uit de architectuur verdwenen. Het beroep van ornamentist is echter nooit helemaal verdwenen en de vakkennis blijft noodzakelijk, zowel in de architectuur en het interieur als op kunst- en gebruiksvoorwerpen. Vooral bij de restauratie van historische gebouwen en interieurs is er nog vraag naar vakbekwame meestersnijders.